# I favoriti di Mida
I favoriti di Mida (Los favoritos de Midas) è una miniserie televisiva spagnola in sei puntate ideata da Miguel Barros, prodotta da Nostromo Pictures e distribuita in streaming dal 13 novembre 2020 sulla piattaforma Netflix.
La miniserie, basata sull'omonimo racconto di Jack London, è diretta da Mateo Gil e ha per protagonisti Luis Tosar, Marta Belmonte e Willy Toledo.

## Trama
Madrid, Víctor Genovés, poco dopo aver ereditato la presidenza del gruppo Malvar, un colosso dell'editoria e dell'informazione, riceve una lettera in cui un'organizzazione criminale che si firma come "i favoriti di Mida" minaccia di uccidere una persona a caso se non viene loro versata la cifra di cinquanta milioni di euro. Inizialmente scettico, dopo il primo omicidio (quello di una donna investita volontariamente da un'auto lanciata a folle corsa), Genovés decide di rivolgersi all'ispettore Conte: l'intervento della polizia non impedirà tuttavia altre morti.
Nel frattempo, Genovés, divorziato con un figlio piccolo, intreccia una relazione sentimentale con Mónica Báez, una giornalista alle sue dipendenze appena tornata dalla Siria, dove aveva realizzato un'intervista.

## Puntate
| nº | Titolo originale | Titolo italiano  | Prima TV         |
| -- | ---------------- | ---------------- | ---------------- |
| 1  | Dilema           | Il dilemma       | 13 novembre 2020 |
| 2  | Azar             | Il caso          | 13 novembre 2020 |
| 3  | Culpa            | La colpa         | 13 novembre 2020 |
| 4  | Grieta           | Il dissenso      | 13 novembre 2020 |
| 5  | Salida           | Una via d'uscita | 13 novembre 2020 |
| 6  | Lucha            | Lo scontro       | 13 novembre 2020 |

## Personaggi e interpreti
- Víctor Genovés Neira, interpretato da Luis Tosar (puntate 1-6)[3][9]
- Mónica Báez Alberdi, interpretata da Marta Belmonte (puntate 1-6)[3][9]. È una giornalista che lavora per una testata alle dipendenze di Genovés occupandosi della guerra in Siria e che si innamora del suo capo.
- Ispettore Alfredo Conte, interpretato da Willy Toledo (puntate 1-6)
- Luis Cervera, interpretato da Carlos Blanco
- Marta José Alva, interpretata da Marta Milans
- Natalia García, interpretata da Goize Blanco[1][9]
- Laura, interpretata da Bea Segura.[1][9] È l'ex-moglie di  Víctor Genovés.
- Marcos Genovés, interpretato da Jorge Andreu.[1][9] È il figlio di  Víctor.

## Distribuzione
- Los favoritos de Midas (titolo originale in spagnolo)
- The Minions of Midas (titolo internazionale in inglese)[7]
- Coup pour coup (titolo in francese)[5]
- Die Schergen des Midas (titolo in tedesco)[3]
- I favoriti di Mida (titolo in italiano)